# كاستليتو ميرلي
كاستليتو ميرلي (بالإيطالية: Castelletto Merli)‏ هي بلدية في مقاطعة ألساندريا في إقليم بييمونتي في إيطاليا.

## السكان
في سنة 1861 بلغ عدد السكان 1٬304 نسمة، وتطور العدد ليصل في سنة 2011 لـ 484 نسمة.
يظهر هذا المخطط البياني تطور النمو السكاني لـ كاستليتو ميرلي